# Prefuse

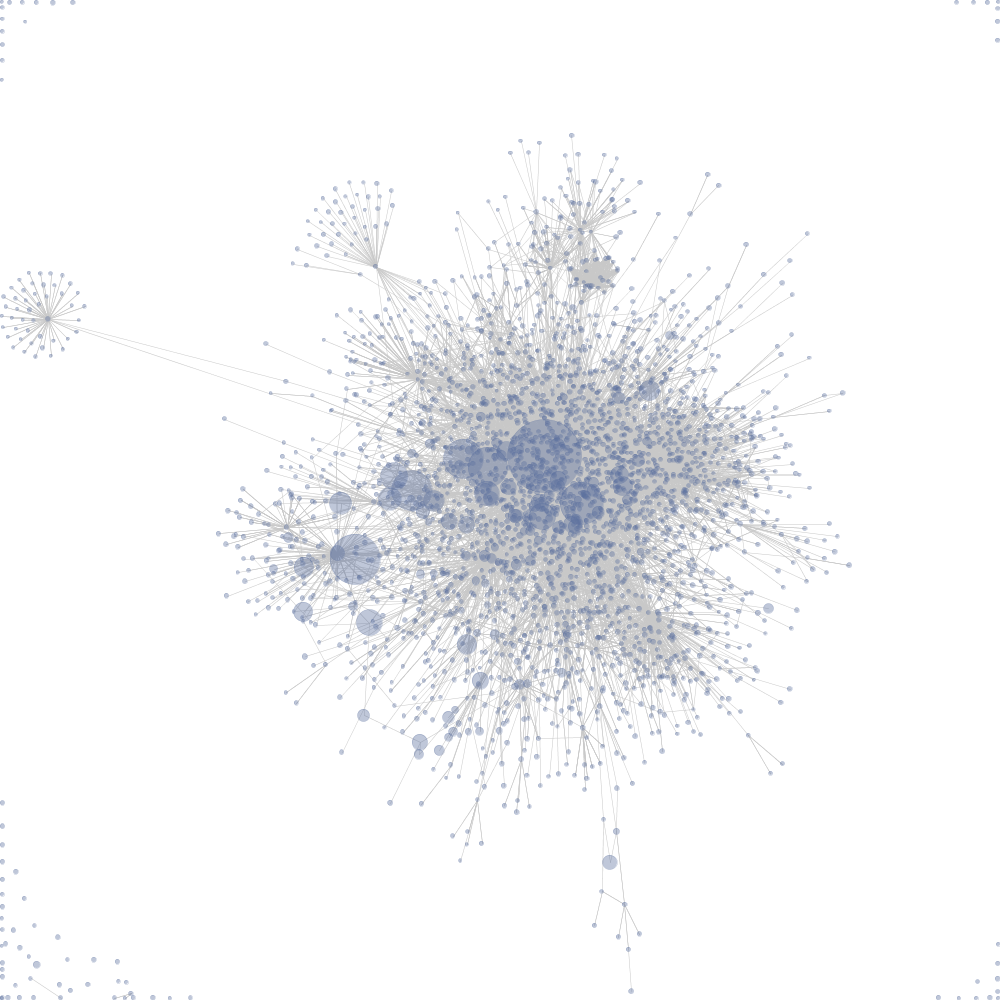
Visualization of a link structure in a wiki, created with Prefuse. Node size represents the amount of activity on the wiki on a given day.

Prefuse es un toolkit basado en Java para la creación interactiva de aplicaciones de visualización de la información. Soporta un amplio conjunto de características para modelado de datos, visualización e interacción. Proporciona estructuras de datos optimizadas para tablas, grafos y árboles, un host de diseño y técnicas de codificación visual y soporte para animación, consultas dinámicas, búsqueda integrada y conectividad de bases de datos.
Prefuse utiliza la biblioteca de gráficos Java 2D y se integra fácilmente en aplicaciones Swing o applets. Prefuse está sujeto a los términos de la licencia BSD y puede utilizarse libremente para fines comerciales y no comerciales.

## Visión general
Prefuse es un entorno de software basado en Java extensible para la creación interactiva de aplicaciones de visualización de la información. Puede utilizarse para crear aplicaciones independientes, componentes visuales y applets. Prefuse pretende simplificar los procesos de visualización, control y asignación de datos, así como la interacción del usuario. Permite la navegación rizoma (un método para crear dinámicamente una interfaz de navegación para sistemas de datos, tales como bases de datos y sitios web en el que los vínculos de navegación que se presentan al usuario no están predefinidos, sino que se generan en respuesta al comportamiento de los usuarios y al análisis de otros datos).
Algunas de las características de Prefuse incluyen:
- Tablas, grafos y árboles de estructuras compatibles con atributos de datos arbitrarios, indexación de datos y consultas de selección, todo con una huella de memoria eficiente.
- Componentes de diseño, color, tamaño y codificaciones de forma, técnicas de distorsión y más.
- Una biblioteca de controles para operaciones comunes de interactivos, manipulación directa.
- Apoyo a la animación a través de un mecanismo de programación de actividades generales.
- Visión de transformaciones panorámica y zum, incluyendo zum geométrico y semántico.
- Queries de consulta dinámica para filtrar datos de forma interactiva.
- Búsqueda de texto integrado usando varios buscadores.
- Un motor de fuerza física de simulación para diseño dinámico y animación.
- Flexibilidad para múltiples vistas, incluyendo la "visión general + detalle" y mostrar "múltiples pequeños".
- Construido en SQL, lenguaje de expresión para escribir consultas a Prefuse, estructuras de datos y crear derivados de campos de datos.
- Soporte para emitir consultas a la base de datos SQL y asignación de resultados de la consulta en estructuras de datos Prefuse.
- API Simple y fácil de usar para crear componentes de procesamiento, interacción y procesamiento personalizado.

Prefuse ha sido utilizado en proyectos de cursos de desarrollo de software escolar, y de investigación académica e industrial y comercial.

## Arquitectura
El diseño de las herramientas de Prefuse se basa en el modelo de referencia de visualización de información, una arquitectura de software de patrones que divide el proceso de visualización en una serie de pasos específicos, de adquisición de datos y modelado para la codificación visual de datos para la presentación de pantallas interactivas.
Prefuse: un kit de herramientas de información interactiva de visualización, proporciona más detalles sobre la aplicación y evaluación.
El modelo de referencia de visualización de información fue desarrollado en el trabajo de tesis de doctorado de Ed Chi, bajo el nombre de data state model. Chi mostró que el marco modelaba con éxito una amplia gama de aplicaciones de visualización y más tarde mostró que el modelo es funcionalmente equivalente al modelo de flujo de datos utilizado en los kits de herramientas de gráficos existentes, tales como VTK. En su libro Card (tarjeta), Mackinlay y Shneiderman presentaron su propia interpretación de este patrón, doblando el modelo de información de visualización de referencia.